# Praživali
Práživáli ali protozóji (znanstveno ime Protozoa) so enocelični evkarionti. Večina je mikroskopsko majhnih, nekateri so vidni s prostim očesom. Prostoživeče praživali se prehranjujejo z razpadajočimi organskimi snovmi ali pa so plenilci drugih praživali. Parazitske praživali povzročajo težke bolezni (malarija, spalna bolezen). Soživke (simbionti) pa so v prebavilu prežvekovalcev, kjer skupaj z bakterijami razgrajujejo celulozo. Živijo v morjih, celinskih vodah, v vlažni prsti ali telesnih tekočinah gostiteljev. Neugodne življenjske razmere (npr. izsušitev) preživijo kot ciste, mirujoče tvorbe s trdnim ovojčkom. Razmnožujejo se s preprosto delitvijo.

## Delitev
Delimo jih glede na gibalne organele. Premikajo se lahko z bički, migetalkami ali panožicami:
- Bičkarji, znanstveno ime Flagellata (vrteljc (tripanosoma), bičkar ovratničar, morska iskrnica)
- Migetalkarji, znanstveno ime Ciliata (paramecij, školjčica, zvončica, vrčica, trobljica ali trobentica)
- Trosovci, znanstveno ime Sporozoa (plazmodij, gregorina)
- Korenonožci, znanstveno ime Rhizopoda (ameba, luknjičar, mreževec, sončece)